# 泉澤祐希
泉澤 祐希（いずみさわ ゆうき、1993年6月11日 - ） は、日本の俳優。千葉県浦安市出身。血液型A型。アルファエージェンシー所属。

## 来歴
5歳の時、子役としてデビュー。テレビを中心に活動。2006年、『功名が辻』で大河ドラマ初出演。上川隆也演じる山内一豊、仲間由紀恵演じる千代夫婦の養子、拾役を演じる。2008年、セントラルグループ・セントラル子供タレントからアルファエージェンシーへ事務所を移籍。
2009年、『よるのくちぶえ』で映画初主演。2017年前期の連続テレビ小説『ひよっこ』に出演。男性1,149人が参加したオーディションによって有村架純演じるヒロインの幼なじみ役に選ばれる。2019年4月、ゲーム好きが高じてYouTubeチャンネルを開設。ゲーム実況の動画投稿や生配信を行なっている。2023年4月、出身地である浦安市のふるさと大使「浦安市PR大使」に就任する。

## 人物
俳優になろうと思った動機は、先に子役の仕事をしていた兄の影響で、目立ちたいという気持ちよりもテレビの世界に興味があったためと語っている。プライベートや学業にきちんと向き合いたいという思いから、中学・高校生の一時期、俳優活動をストップしていたが、俳優の仕事をする以上に刺激を感じられることが無いと感じ、大学進学後に芸能界に復帰。その後、2014年に『東京が戦場になった日』で主演をつとめたことが一生俳優としてやっていく覚悟を決めたきっかけになったという。
小学校では野球と空手、中学校ではテニス、高校ではバドミントンを部活動でやっていた。2022年3月に配信された音声配信サービス「Artistspoken」出演時に、結婚していることを明らかにした。同年8月1日、第1子の誕生を報告。

## 出演

### テレビドラマ
- 連続テレビ小説（NHK総合）
  - すずらん 第1回（1999年4月5日） - 常盤鉄男（幼少期）役
  - マッサン 第139回 - 第149回（2015年3月16日 - 27日） - 岡崎悟 役[15]
  - ひよっこ（2017年4月3日 - 9月30日） - 角谷（安部）三男 役[6]
    - ひよっこ2（2019年3月25日 - 28日）[16]

  - エール 第107回 - 第108回（2020年11月10日 - 11日） - 三上典男 役[17]
- 月曜ドラマスペシャル 真夏の恐怖劇場(1)フェチシズム（1999年7月12日、TBS）
- OUT〜妻たちの犯罪〜（1999年10月12日 - 12月21日、フジテレビ） - 山本貴志 役
- 花村大介 第6話（2000年8月8日、関西テレビ制作・フジテレビ） - 島村翔太 役
- おばさんデカ 桜乙女の事件帖9（2000年12月29日、フジテレビ） - 水戸真司 役
- さらば天国に一番近い男（2000年12月29日、TBS） - 加藤隆 役
- 世にも奇妙な物語 SMAPの特別編 「僕は旅をする」（2001年1月1日、フジテレビ） - 田代克也（幼少期）役
- 愛の劇場（TBS）
  - たのしい幼稚園（2001年4月23日 - 7月20日） - 忠志 役
  - 砂時計（2007年3月12日 - 6月1日） - 北村大悟（小学生）役
  - 愛のうた!（2007年10月29日 - 12月28日） - 黒川紅司 役[注 1]
- 非婚家族（2001年7月5日 - 9月20日、フジテレビ） - 的場翔太 役
- 金曜時代劇 平岩弓枝のお美也 第2話（2002年4月12日、NHK総合） - 吉松 役
- 月曜ミステリー劇場 外科医零子2「ハートの疑惑」（2002年9月2日、TBS） - 丸山浩一郎 役
- 逮捕しちゃうぞ 第7話（2002年11月28日、テレビ朝日） - 小沢俊介 役
- ぼくの魔法使い 第9話（2003年6月14日、日本テレビ） - 金井やすお 役
- 恋文 〜私たちが愛した男〜（2003年10月8日 - 12月10日、TBS） - 竹原優 役
- ホームドラマ!（2004年4月16日 - 6月25日、TBS） - 青山宏樹 役
- 新春ドラマスペシャル 負け犬の遠吠え（2005年1月8日、日本テレビ） - 園田大樹 役
- 青春の門-筑豊篇-（2005年3月21日、TBS） - 伊吹信介（7 - 10歳） 役
- ブラザー☆ビート 第1話 - 第2話（2005年10月13日 - 20日、TBS） - 桜井達也（少年期） 役
- クライマーズ・ハイ 第2話（2005年12月17日、NHK総合） - 遺族 役
- 白夜行（2006年1月12日 - 3月23日、TBS） - 桐原亮司（少年期） 役
- 大河ドラマ（NHK総合）
  - 功名が辻 第36回 - 第38回・第48回（2006年9月10日 - 24日・12月3日） - 拾 役
  - 花燃ゆ 第3回 - 第6回（2015年1月18日 - 2月8日） - 金子重輔 役[18]
  - 西郷どん 第27回 - 最終回（2018年7月22日 - 12月16日） - 川路利良 役[19][20]
  - 青天を衝け 第37回 - 最終回（2021年11月28日 - 12月26日） - 渋沢篤二 役[21]
- 鉄板少女アカネ!! 第1話（2006年10月15日、TBS） - 一条心太（少年期） 役
- その5分前 ラスト・ファイト（2006年12月27日、NHK総合） - カズキ 役
- 新マチベン 〜オトナの出番〜 第3話（2007年7月14日、NHK総合） - 米村大地 役
- 受験の神様 第3話・第5話・第9話 - 第10話（2007年7月28日・8月11日・9月15日 - 22日、日本テレビ） - 天木愛嵐 役
- 藤子・F・不二雄のパラレル・スペース「ボクラ共和国」（2008年12月5日、WOWOW） - カミヤ 役
- さよならが言えなくて（2009年9月18日、ABC制作・テレビ朝日） - 近藤陽太 役
- コード・ブルー -ドクターヘリ緊急救命- 2nd season 第8話（2010年3月1日、フジテレビ） - 大江岬 役
- モテキ 第1話・第3話 - 第5話（2010年7月16日・30日 - 8月13日、テレビ東京） - 藤本幸世（15歳） 役
- 赤い指〜「新参者」加賀恭一郎再び!（2011年1月3日、TBS） - 前原直巳 役
- ドラマW（WOWOW）
  - エンドロール〜伝説の父〜（2012年3月18日） - 橋本雄司 （高校時代） 役
  - チキンレース（2013年11月10日） - 飛田譲（19歳） 役
- ブラックボード〜時代と戦った教師たち〜 第1夜（2012年4月5日、TBS） - 二階堂幹夫 役
- はつ恋 第1話 - 第2話（2012年5月22日 - 29日、NHK総合） - 広瀬光二（1984年代） 役
- 町医者ジャンボ!! 第5話（2013年8月1日、読売テレビ制作・日本テレビ） - 石野俊也 役
- 実験刑事トトリ2 第3話（2013年10月26日、NHK総合） - 大坪努 役
- 恋文日和 第8話「真夜中のFAXレター」（2014年2月25日、日本テレビ） - 荒木タダシ 役
- NHKスペシャル特集ドラマ 東京が戦場になった日（2014年3月15日、NHK総合） - 主演・高木徳男（青年期） 役[22]
- ロング・グッドバイ 第2話 - 最終話（2014年4月26日 - 5月17日、NHK総合） - 金田章介 役
- ザ・プレミアム （NHK BSプレミアム）
  - 京都人の密かな愉しみ（2015年1月3日） - 山崎太一 役
  - 戦艦武蔵（2016年8月6日） - 木山三男（青年期） 役[23]
- 赤と黒のゲキジョー おばさん弁護士 町田珠子（2015年1月30日、フジテレビ） - 清川夏彦 役
- ウロボロス〜この愛こそ、正義。 最終話（2015年3月20日、TBS） - 北川貴博 役
- 月曜ゴールデン おふくろ先生の診療日記7（2015年4月6日、毎日放送制作・TBS） - 青木純也 役
- ちゃんぽん食べたか（2015年5月30日 - 8月1日、NHK総合） - 菊田保夫 役[24]
- 表参道高校合唱部!（2015年7月17日 - 9月25日、TBS） - 相葉廉太郎 役[25][26]
- 仰げば尊し 第4話 - 第5話（2016年8月7日 - 21日、TBS） - 小池克之 役
- 土曜時代劇 忠臣蔵の恋〜四十八人目の忠臣〜 第7話 - 第13話（2016年11月5日 - 12月24日、NHK総合） - 毛利小平太 役
- サバイバルボーイ（2017年2月15日、日本映画専門チャンネル） - 主演・鈴木賢司 役[注 2]
- 現ナマ弁護士（2017年3月5日、テレビ東京） - 米村圭太 役
- コウノドリ（第2シリーズ）第1話（2017年10月13日、TBS） - 早見健治 役[27]
- ちょい☆ドラ2017〜人生でエモいことは10分で起こる〜 「鼻歌ダンス」（2017年12月28日、NHK総合） - 主演・中田勇気 役
- アンナチュラル 第5話（2018年2月9日、TBS） - 鈴木巧 役[28]
- 記憶（2018年3月21日 - 6月6日、フジテレビNEXT / J:COM） - 二宮正樹 役[29]
- 昔話法廷 第10話（2018年8月14日、NHK Eテレ） - 水元佑太 役[30]
- THE GOOD WIFE / グッドワイフ 第1話（2019年1月13日、TBS） - 浜口直樹 役[31]
- オカンは俺より野球が好き（2019年2月18日、愛媛朝日テレビ） - 中嶋翔太 役[32]
- わたし、定時で帰ります。（2019年4月16日 - 6月25日、TBS） - 来栖泰斗 役[33][34]
- ほんとにあった怖い話 20周年スペシャル「赤い執着」（2019年10月12日、フジテレビ） - 大谷裕樹 役[35]
- 少年寅次郎（2019年10月19日 - 11月16日、NHK総合） - 車竜造 役[36]
  - 少年寅次郎スペシャル（2020年12月4日・11日、NHK総合）[37]
- 信州発地域ドラマ ピンぼけの家族（2020年3月4日、NHK BSプレミアム） - 主演・斉藤裕介 役[38][39]
- 就活生日記（2020年3月9日 - 13日・2021年2月1日、NHK総合） - 一ノ瀬蒼 役[40][41]
- 翔べ!工業高校マーチングバンド部〜泣き虫先生が僕らに教えてくれたこと〜（2020年4月4日、中京テレビ） - 池田翔太 役[42]
- 浦安鉄筋家族 10発目（2020年9月12日、テレビ東京） - 中村タケシ 役[1]
- 連続ドラマW （WOWOW）
  - コールドケース3 〜真実の扉〜 第3話（2020年12月19日） - 野口雅之 役[43]
  - ゲームの名は誘拐（2024年6月9日 - 6月30日） - 湯口 役[44]
- 青のSP―学校内警察・嶋田隆平―（2021年1月12日 - 3月16日、関西テレビ・フジテレビ） - 柴田透 役[45]
- アクターズ・ショート・フィルム「機械仕掛けの君」（2021年1月23日、WOWOW） - 主演・伊賀照康 役[46][47]
- ナイト・ドクター 第7話 - 最終話（2021年8月16日 - 9月13日、フジテレビ） - 星崎比呂 役[48]
- 白い濁流 第1話 - 第2話（2021年8月22日 - 29日、NHK BSプレミアム） - 北野孝彦 役
- だれかに話したくなる山本周五郎日替わりドラマ2 最終話「酔いどれ次郎八」（2022年2月17日・18日、NHK BSプレミアム） - 岡田千久馬 役[49]
- 恋と友情のあいだで「里奈Ver.」（2022年3月21日 - 25日、フジテレビTWO・フジテレビTWOsmart・FOD）（2022年10月25日 - 12月20日、フジテレビ）/ 「廉Ver.」（2022年3月21日 - 25日、ひかりTV）（2023年2月7日 - 3月14日、フジテレビ） - 主演・一条廉 役[注 3][50]
- いぶり暮らし（2022年4月4日 - 6月27日、BS松竹東急） - 小岩井巡 役[51]
- ザ・トラベルナース（2022年10月20日 - 12月8日、テレビ朝日） - 天乃太郎 役[52][53]
- わたしの夫は-あの娘の恋人-（2023年1月15日 - 4月2日、テレビ大阪・BSテレビ東京） - 笹野拓也 役[54][55]
- 探偵ロマンス（2023年1月21日 - 2月11日、NHK総合） - 郷田初之助 役[56][57]
- 杉咲花の撮休 第3話「両想いはどうでも」（2023年2月24日、WOWOW） - 長谷草 役[58]
- 悪女について（2023年3月13日、NHK BS4K） - 渡瀬義雄 役
- 勝利の法廷式 第2話・第7話 - 最終話（2023年4月20日・5月25日 - 6月15日、読売テレビ・日本テレビ） - 速水政樹 役[59][60]
- 刑事7人SEASON9 第1話 - 第2話・第4話 - 第5話・第8話 - 最終話（2023年6月7日 - 6月14日・6月28日 - 7月12日・8月2日 - 8月9日、テレビ朝日） - 焼津大地 役[61]
- 十津川警部の事件簿「終着駅殺人事件」（2023年10月9日、テレビ東京） - 町田隆夫 役[62][63]
- 時をかけるな、恋人たち 第1話（2023年10月10日、関西テレビ・フジテレビ） - 横井大知 役[64]
- いちばんすきな花（2023年10月12日 - 12月21日 、フジテレビ） - 相良大貴 役[65]
- マルス-ゼロの革命-（2024年1月23日 - 3月19日、テレビ朝日） - 桐山球児 役[66]
- 瓜を破る〜一線を越えた、その先には（2024年1月24日 - 3月20日、TBS） - 原幸成 役[67]
- ギークス〜警察署の変人たち〜（2024年7月4日 - 9月19日、フジテレビ） - 杉田翔 役[68][69]
- ドラマW ゴールデンカムイ -北海道刺青囚人争奪編- 最終話（2024年12月1日、WOWOW） - 剣持寅次 役
- NHKスペシャル『創られた"真実" ディープフェイクの時代』（2025年3月18日、NHK総合） - 坪倉達也 役
- 1995〜地下鉄サリン事件30年 救命現場の声〜（2025年3月21日、フジテレビ） - 園田直紀 役[70]
- 地震のあとで 第1話『UFO が釧路に降りる』（2025年4月5日、NHK総合） - 佐々木 役[71][72]
- あきない世傳 金と銀（NHK BS・NHK BSプレミアム4K） - 周助 役
  - あきない世傳 金と銀2（2025年4月6日 - 5月25日）[73][74]
  - あきない世傳 金と銀3（2026年春〈予定〉 - ）[75]
- いつか、ヒーロー（2025年4月6日 - 6月1日、朝日放送テレビ・テレビ朝日） - 野々村光 役[76]

### 配信ドラマ
- THE LIMIT 第5話「切れない電話」（2021年4月2日、Hulu） - 大橋洋介 役[77]
- 箱庭のレミング 第4部「Not Famous」（2021年7月8日、AbemaTV）　- 本間幸弥 役
- Hulu U35クリエイターズ・チャレンジ「速水早苗は一足遅い」（2022年2月18日、Hulu） - 柏木翔平 役[78]
- 恋と友情のあいだでSpecial（2023年3月14日、FOD）[79]
- THE DAYS（2023年6月1日、Netflix） - 野崎 役[80]
- いちばんすきな花-みんなのほんね-（2023年11月23日、TVer） - 相楽大貴 役[81]

### テレビ番組
- ドラマチック・アクターズ・ファイル #76（2014年2月22日、NHK総合）
- ミュージックステーション（2017年1月27日、テレビ朝日）[注 4][82]
- COUNT DOWN TV（2017年2月4日、TBS）[注 4][82]
- 美の巨人たち「東京都庭園美術館（旧朝香宮邸）」（2018年12月22日、テレビ東京） - 設計助手 役
- スマイルすきっぷ〜明日の元気をフルチャージ!〜（2019年4月12日、TBS）
- 趣味どきっ!「銭湯 ボクが見つけた至福の空間」（2020年2月4日 - 3月24日、NHK Eテレ） - 主演・表寺駿 役[83]
- ボクらの時代（2022年6月26日、フジテレビ）

### ドキュメンタリー番組
- スポーツ×ヒューマン「“ビッグジャンプ”で勝て! スキージャンプ小林陵侑」（2021年12月13日、NHK BS1） - ナレーション

### 映画
- 明日があるさ THE MOVIE（2002年10月5日、東宝） - 浜田少年 役
- 天国は待ってくれる（2007年2月10日、ギャガ・コミュニケーションズ、松竹） - 上野武志（少年期） 役
- よるのくちぶえ（2009年6月27日、東京芸術大学大学院映像研究科） - 主演・真山クロシ 役[84]
- TOKYO TRIBE（2014年8月30日、日活） - メラの部下 役
- 過ぐる日のやまねこ（2014年9月24日、マジックアワー） - 加野陽平 役[85]
- 超能力研究部の3人（2014年12月6日、BS-TBS） - 和田竜一 役
- 極道大戦争（2015年6月20日、日活）
- 秘密 THE TOP SECRET（2016年8月6日、松竹） - 田中真一 役
- 君と100回目の恋（2017年2月4日、アスミック・エース） - 中村鉄太 役[86]
- サバイバルファミリー（2017年2月11日、東宝） - 鈴木賢司 役[87]
- なれない二人（2018年11月25日） - 主演・新堂学 役[注 5]
- マスカレード・ホテル（2019年1月18日、東宝） - 関根 役[88]
  - マスカレード・ナイト（2021年9月17日）[89]
- いちごの唄（2019年7月5日、ファントム・フィルム） - 笹沢シゲ 役[90]
- 今日から俺は!!劇場版（2020年7月17日、東宝） - 森川悟 役[91]
- 茜色に焼かれる（2021年5月21日、フィルムランド、朝日新聞社、スターサンズ） - 教師 役[92]
- ウェディング・ハイ（2022年3月12日、松竹） - 滝本直樹 役[93]
- サバカン SABAKAN（2022年8月19日、キノフィルムズ） - 市川 役
- クレイジークルーズ（2023年11月16日、Netflix） - 湯沢龍輝 役[94][95]
- ゴールデンカムイ（2024年1月19日、東宝） - 剣持寅次 役[96]
- ベートーヴェン捏造（2025年9月12日公開予定、松竹） - セイヤーの友人 役[97]
- ストロベリームーン 余命半年の恋（2025年10月17日公開予定、松竹） - 13年後の福山凛太郎 役[98][99]

### 短編映画
- 東映 presents HKT48×48人の映画監督たち「背伸びして、田中。」（2017年11月24日、東映）[注 6]
- AM11:00（2021年7月31日、YouTube） - 主演・広海 役[100]

### CM
- ハウス食品 バーモントカレー[5]
- トミー スーパーサウンドライトセーバー[5]
- CANON カメラダイレクト[5]
- 日本マクドナルド[5]
- J-フォン[5]
- あづま食品[5]
- イオン[5]
- 味覚糖[5]
- TOYOTA[5]
- SCE PlayStation 2[5]
- 積水ハウス [5]
- エバラ食品工業 黄金の味（2005年 - 2007年）[101]
- リクルート リクナビNEXT「FUTURE BOOK」（2016年）[102]
- プレナス ほっともっと 「新生活応援」篇（2016年）[103][104]
- 日本マクドナルド
  - 「てりたま」『てりたま食べたら、春が来た』篇、『てりたま ひるマック』篇（2025年）[105]
  - 「あんことおもちのいちご大福パイ」『じゅわわわっと』篇（2025年）

### 舞台
- ナイロン100℃ 45th SESSION「百年の秘密」（2018年4月7日 - 5月13日、ケラリーノ・サンドロヴィッチ作・演出、本多劇場ほか） - フリッツ 役[106]
- ともだちが来た （2021年10月27日 - 11月7日、鈴江俊郎作、浅草九劇）[107]
- Bunkamura Production 2025「泣くロミオと怒るジュリエット2025」（2025年7月6日 - 8月11日、鄭義信作・演出、THEATER MILANO-Zaほか） - マキューシオ 役[108]

### ラジオ番組
- ラジオシアター〜文学の扉「白夜」（2018年1月7日・14日、TBSラジオ） - 青年 役
- FMシアター（NHK-FM）
  - 「響け、100年目の第九」（2018年12月22日）
  - 「風よとどけよ」（2019年2月23日） - 広田優輝 役
  - 「幻想列車」（2020年8月1日）
- No mute（2022年3月18日 - 2024年2月23日、Artistspoken）※磯村勇斗と出演[109]

### MV
- The STROBOSCORP「アイオクリ」（2017年1月25日）[注 4][注 7][110]
- GReeeeN 「テトテとテントテン with whiteeeen」（2017年5月24日）[111]
- amazarashi「未来になれなかったあの夜に」（2019年11月20日）[112]

## 作品

### CD
- 映画『君と100回目の恋』オリジナルサウンドトラック（2017年1月25日）[注 4][113]
  - 「アイオクリ」「単純な感情」（『君と100回目の恋』劇中歌）